# モルゲン (バンド)
モルゲン（Morgen）は、ロングアイランドで結成されたアメリカのサイケデリック・ロック・バンド。

## 概要
1969年にリリースされた唯一のアルバム『Morgen』は、1960年代を代表するアメリカのサイケデリック・ロック作品の一つとされている。このアルバムからの1曲目「Welcome To The Void」には、「ジャック・ビー・ニンブル」や『ピーター・パン』など、おとぎ話や民話への言及がいくつか含まれている。このアルバムのジャケットに、エドヴァルド・ムンクの『叫び』を使用していることで知られている。
モルゲンは1967年にスティーヴ・モルゲン、ボビー・リッツォ、マレイ・シフリン、マイク・ラッティ、バリー・ストックの5人で結成された。当初は「Morgen's Dreame Spectrum」というバンド名だったが、後に単に「Morgen」と改められた。

## 文化的影響
モルゲンはいまだに無名のバンドだが、ここ10年でインターネットの普及とともに人気が上昇。彼らの唯一のスタジオ・アルバムは何度もリイシューされているが、熱心なレコード・コレクターにとっては貴重な品である。例えば、Discogsなどのサイトでは、1969年の初回盤のオリジナル・レコードが1000ドル以上で取引されている。

## スタイル
のビヴァリー・パターソンによると、「『モルゲン』は、ラヴ、ドアーズ、ローリング・ストーンズのようなバンドが実行したような緊急性と興奮を携えている。全曲オリジナルで構成された楽曲は、アクリル絵の具を散りばめたようなアシッドな色彩とアニメーションのような歌詞で、聴く者を引き込む。確信と目的を持って唸るヴォーカルはまったくもって強烈で、キラー・ダイナミクスで鳴り響くファズの効いたギター・プレイはジミ・ヘンドリックスへの忠誠を露わにしている。」とある。

## ディスコグラフィ

### スタジオ・アルバム
- Morgen (1969年、Probe)